# Michael Welch
Michael Alan Welch, född 25 juli 1987 i Los Angeles i Kalifornien, är en amerikansk skådespelare. Han är mest känd för att spela rollen som Luke Girardi i TV-serien Mellan himmel och jord (engelska: Joan of Arcadia) och Mike Newton i filmserien om Twilight. Han spelar den sistnämnda rollen i alla Twilight-filmer, förutom i den sista delen av Breaking Dawn från 2012.
Welch var mellan åren 2008 och 2011 gift med Marissa Lefton, men är sedan 2016 gift med modellen Samantha Maggio. Han har utöver detta även två barn (två döttrar).

## Filmografi (i urval)

### Filmer
- 1998 – Star Trek: Insurrection
- 2001 – Musse Piggs magiska jul – Julfest hos Musse (röstroll)
- 2006 – All the Boys Love Mandy Lane
- 2008 – Twilight
- 2008 – Day of the Dead
- 2009 – The Twilight Saga: New Moon
- 2010 – The Twilight Saga: Eclipse
- 2011 – The Twilight Saga: Breaking Dawn – Part 1
- 2012 – Frankenweenie (röstroll)
- 2014 – Prisoner of War (i USA mer känd som Boys of Abu Ghraib)
- 2017 – M.F.A
- 2020 – A Soldier's Revenge
- 2021 – Last Shoot Out

### TV-serier
| - 1998 – Frasier (TV-serie) - 1998–2001 – Tre vänner och en pizzeria (TV-serie) - 1999 – Sjunde himlen (TV-serie) - 2001 – Arkiv X (TV-serie) - 2001 – Malcolm – Ett geni i familjen (TV-serie) - 2001–2003 – Hos Musse (TV-serie) (röstroll) - 2002 – Fillmore! (TV-serie) (röstroll) - 2002 – CSI: Crime Scene Investigation (TV-serie) - 2003 – Stargate SG-1 (TV-serie) - 2003–2005 – Mellan himmel och jord (TV-serie) - 2005 – Cold Case (TV-serie) - 2006 – NCIS (TV-serie) | - 2007 – CSI: Miami (TV-serie) - 2007 – Law & Order: Special Victims Unit (TV-serie) - 2008 – The Riches (TV-serie) - 2010 – Criminal Minds (TV-serie) - 2011 – Bones (TV-serie) - 2013 – Grimm (TV-serie) - 2014–2015 – Z Nation (TV-serie) - 2015 – Scandal (TV-serie) - 2015 – NCIS: New Orleans (TV-serie) - 2016 – Lucifer (TV-serie) - 2016 – The Catch (TV-serie) - 2017–2019 – Ester vs. mörkrets makter (TV-serie) (röstroll) - 2019 – Station 19 (TV-serie) |